# 3e dynastie van Egypte
De 3e dynastie van de Egyptische oudheid regeerde van ca. 2707 tot 2639 v.Chr.
Over de eerste koning van de 3e dynastie, Sanacht, is weinig bekend. Zijn opvolger Djoser Netjerikhet is vooral bekend als de bouwer van de Trappiramide in Saqqara. De architect van Djoser, Imhotep, had een ingenieus bouwplan opgesteld. Tot die tijd werden koningen begraven in de zogenaamde mastaba's, vierkante stenen monumenten. Door meerdere van deze mastaba's opeen te stapelen kwam de architectuur van de trappenpiramide tot stand. De stap naar de echte piramide werd dan ook al snel gemaakt in de daaropvolgende dynastie.
Na Sechemset volgde een obscure periode waarvan weinig bekend is. Tegen het einde van de 3e dynastie was Egypte een gecentraliseerde staat geworden, waarin architectuur, kunst, schrift, administratie, techniek en wijnbouw hun klassieke vorm hadden bereikt.

## Galerij

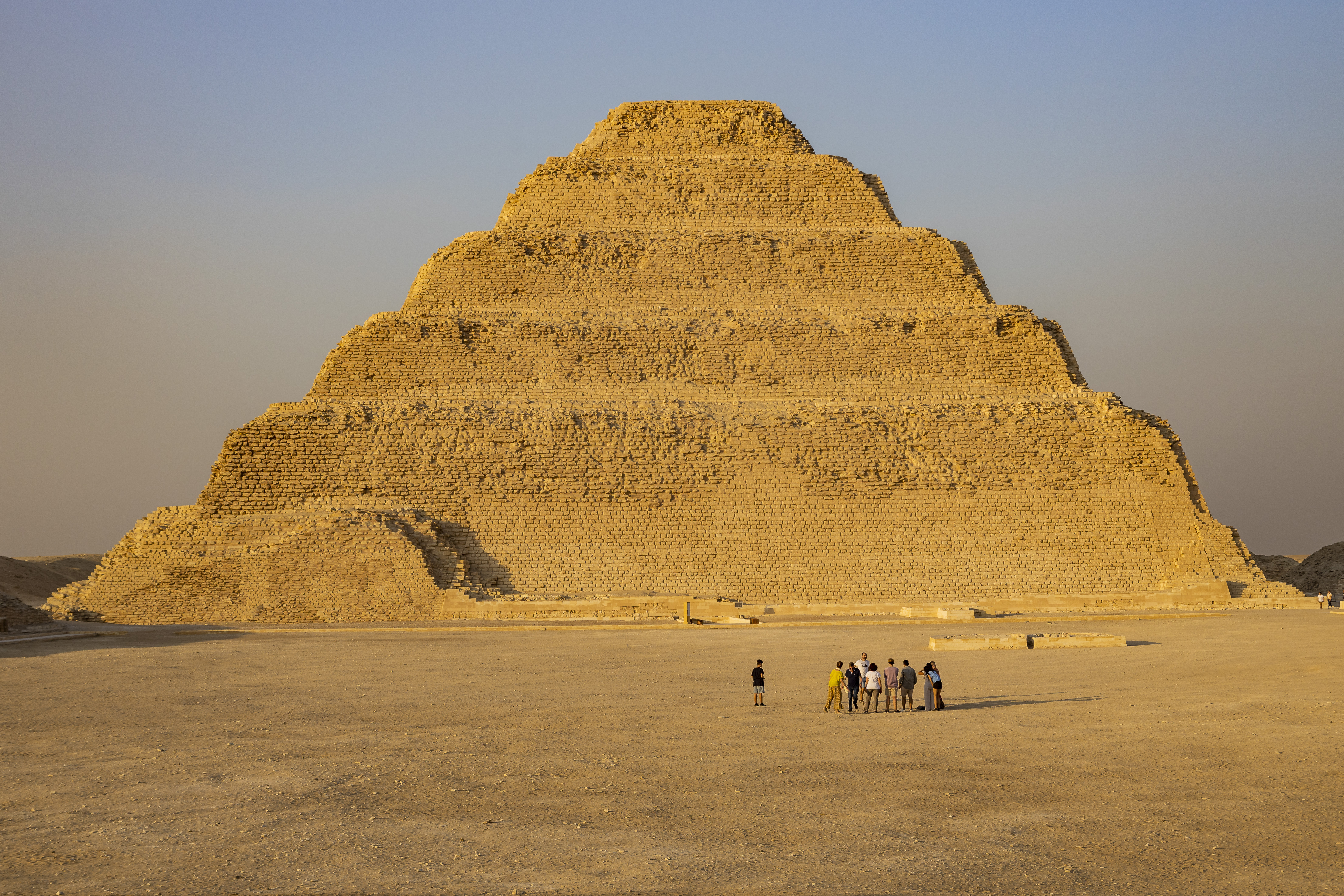
Piramide van Djoser
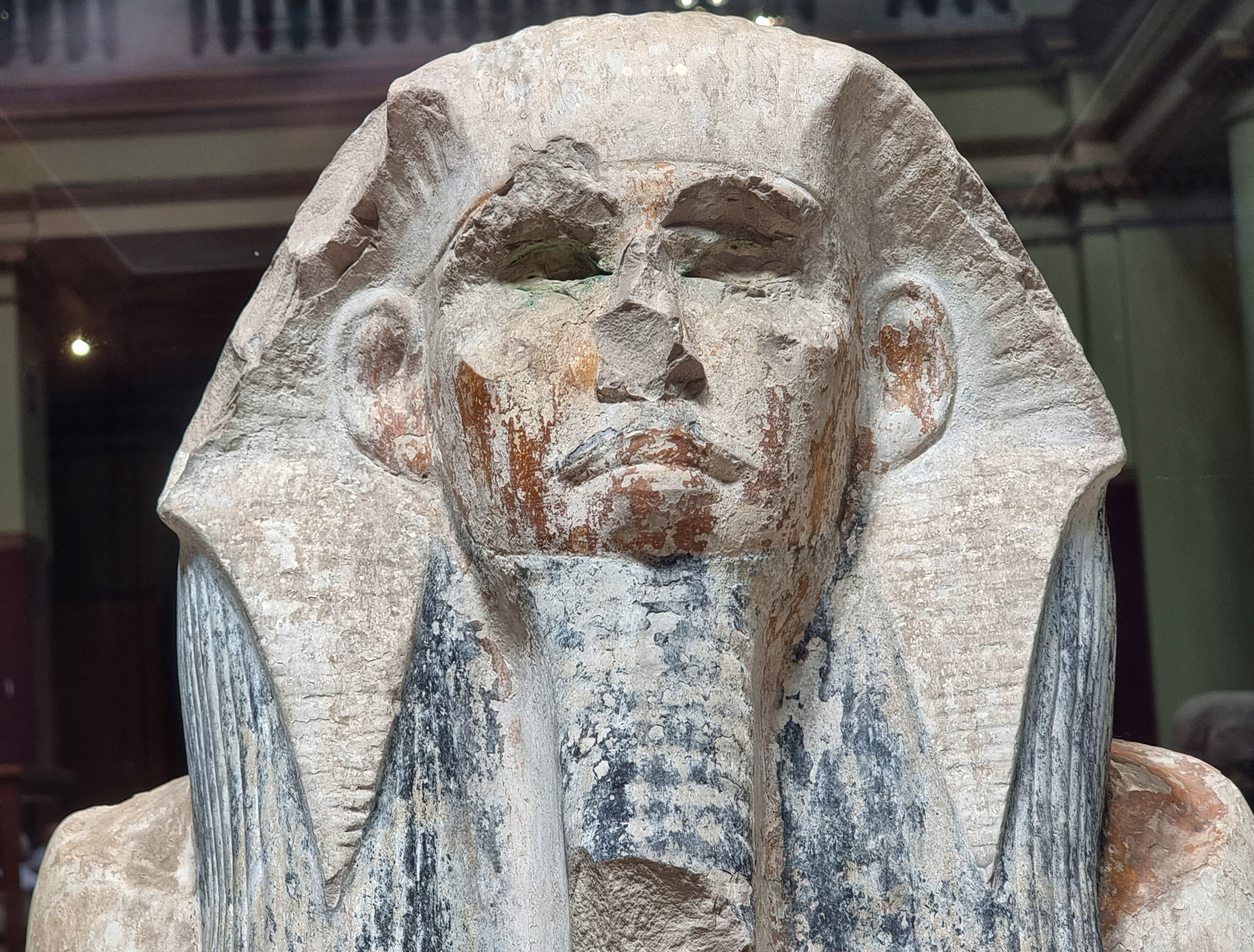
Beeld van farao Djoser Egyptisch Museum
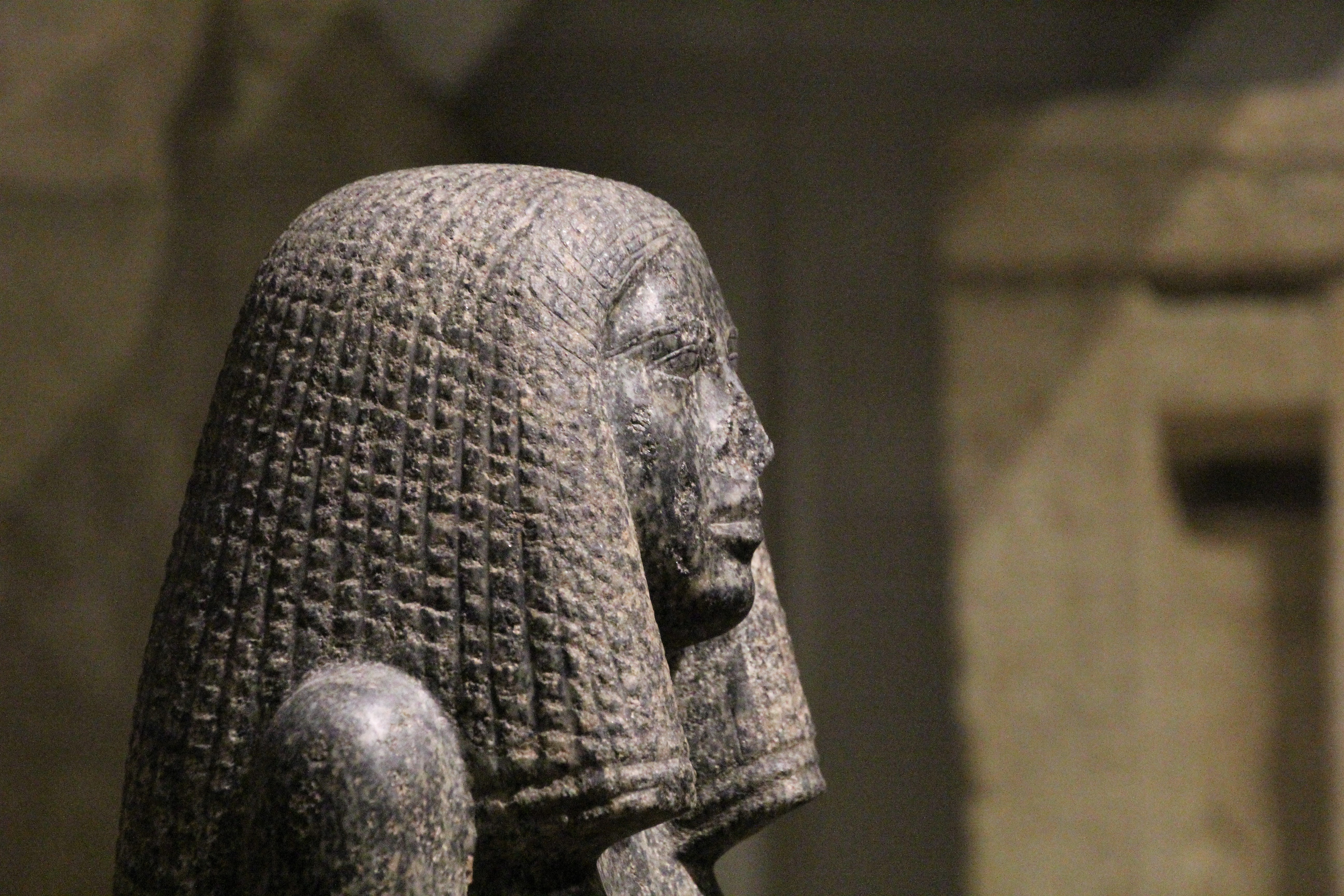
Beeld van prinses Redji uit de 3e dynastie Museo Egizio